# IC 4936
IC 4936 ist eine Balken-Spiralgalaxie vom Hubble-Typ SBd im Sternbild Pfau am Südsternhimmel. Sie ist schätzungsweise 171 Millionen Lichtjahre von der Milchstraße entfernt und hat einen Durchmesser von etwa 75.000 Lichtjahren.

Im selben Himmelsareal befinden sich u. a. die Galaxien NGC 6860, IC 4939, IC 4951.
Das Objekt wurde am 15. August 1901 von DeLisle Stewart entdeckt.